# Carolyn Shoemaker
Carolyn Jean Spellmann Shoemaker (Gallup, Nou Mèxic, 1929 - Flagstaff, 13 d’agost de 2021) era una astrònoma nord-americana, vídua del també astrònom Eugene Shoemaker i que ocupa el rècord del major nombre de cometes descoberts per una única persona: el 2002 havia descobert 32 cometes i més de 800 asteroides. Al costat del seu marit i de David H. Levy, va ser descobridora del cometa Shoemaker-Levy 9 el 1993, quan treballava a l'observatori Palomar.

## Premis i reconeixements
Va ser nomenada doctora honoris causa per la Northern Arizona University de Flagstaff el 1990 i la medalla Exceptional Scientific Achievement de la NASA el 1996. Al costat del seu marit, van ser agraciats amb la medalla Rittenhouse el 1988, el Premi Scientists of the Year el 1995 i la medalla James Craig Watson el 1998.